# シグナル (フォークグループ)
シグナルは、日本のフォークソンググループ。主に関西を中心に活躍していた。
彼らの代表曲となる『20歳のめぐり逢い』のデモテープを聞いたレコード会社のスタッフが気に入り、メジャーデビューした。

## 活動歴
京都を中心に、田村功夫、住出勝則、浅見昭男の3人でシグナルとしてアマチュア活動を続けていた。
1975年にエレックレコードから独立して、原盤制作会社イフ・ミュージックを設立した小野寺昭夫が、知人から「20歳のめぐり逢い」のデモテープを聞かされたことがきっかけで、そのままシグナルのいる京都へ行き契約に。
1975年9月21日に、ポリドールから、シングル「20歳のめぐり逢い」でデビュー。ラジオと有線放送に的をしぼったプロモーションの中、有線放送で火が付き、ロングセラーヒットとなる。
1976年6月に、田村功夫がスタッフに転身。以降2名で活動。
1976年10月に、稲垣達雄が加入し、3人で再始動。
1981年4月にポリスターに移籍。
1983年に解散。
アリス解散後の堀内孝雄と合流し、堀内孝雄&ケインズとして、1984年4月に、シングル「逆光線」を発表。

## メンバー
- 田村功夫（たむら いさお、1954年5月27日 - 、ベースギター担当） 滋賀県彦根市出身（※「功」は正しくはにんべんに「功」）
  - 1976年6月脱退（スタッフに転身）。
- 住出勝則（すみで まさのり、1956年2月3日 - 、リードギター担当） 京都府舞鶴市出身
  - 『蒼い影』発売時期より髭を蓄える。
  - 現在、ソロでアコースティックギターを演奏し、CDを発売。ライブ活動を日本を初め世界各地で行っている。- 公式サイト
- 浅見昭男（あさみ あきお、1953年6月5日 - 、サイドギター担当） 滋賀県伊香郡高月町（現・長浜市）出身
  - 他のメンバーと比べて長身。『ウッドストックを超えて』から『蒼い影』の頃は眼鏡を着用。
  - 妻は堀江美都子。
- 稲垣達雄（いながき たつお、1956年11月19日 - 、ベースギター担当） 大阪府出身
  - 1976年10月加入。彫りの深い端正な顔立ちが特徴。

## ディスコグラフィ

### シングル
| 発売日               | 規格品番             | 面                   | タイトル                         | 作詞                        | 作曲                  | 編曲                 |
| シグナル             | シグナル             | シグナル             | シグナル                         | シグナル                    | シグナル              | シグナル             |
| ポリドール・レコード | ポリドール・レコード | ポリドール・レコード | ポリドール・レコード             | ポリドール・レコード        | ポリドール・レコード  | ポリドール・レコード |
| -------------------- | -------------------- | -------------------- | -------------------------------- | --------------------------- | --------------------- | -------------------- |
| 1975年9月21日        | DR-1974              | A                    | 20歳のめぐり逢い                 | 田村功夫                    | 田村功夫              | 惣領泰則             |
| 1975年9月21日        | DR-1974              | B                    | 片想い                           | 西谷一二三                  | あさみあきお          | ミッキー吉野         |
| 1976年7月21日        | DR-6020              | A                    | 哀しみのプラットホーム           | あさみあきお                | あさみあきお          | 瀬尾一三             |
| 1976年7月21日        | DR-6020              | B                    | 初恋のように                     | 住出勝則                    | 住出勝則              | 瀬尾一三             |
| 1977年2月21日        | DR-6080              | A                    | 生きがい                         | あさみあきお                | あさみあきお          | 惣領泰則             |
| 1977年2月21日        | DR-6080              | B                    | 古いカレンダー                   | 住出勝則                    | 住出勝則              | シグナル             |
| 1977年7月21日        | DR-6122              | A                    | さよなら my Love                 | シグナル                    | 堀内孝雄 補：住出勝則 | 石川鷹彦             |
| 1977年7月21日        | DR-6122              | B                    | 待ちぼうけ                       | あさみあきお                | 住出勝則              | シグナル             |
| 1978年2月21日        | DR-6182              | A                    | 黄昏のあらし                     | 小泉長一郎                  | 住出勝則              | 惣領泰則             |
| 1978年2月21日        | DR-6182              | B                    | 雨の別れ                         | 小泉長一郎                  | 住出勝則              | シグナル             |
| 1978年8月21日        | DR-6231              | A                    | ためらいに縁を切れ               | あさみあきお 補：小泉長一郎 | あさみあきお          | 惣領泰則             |
| 1978年8月21日        | DR-6231              | B                    | 愛情物語                         | 小泉長一郎                  | 住出勝則              | 惣領泰則             |
| 1979年1月21日        | DR-6272              | A                    | 雪のひとひら                     | 小泉長一郎                  | 住出勝則              | 船山基紀             |
| 1979年1月21日        | DR-6272              | B                    | 風になれたら                     | 稲垣達雄                    | 稲垣達雄              | シグナル             |
| 1979年5月1日         | DR-6299              | A                    | B・G・Mはため息で                | 中里綴                      | 住出勝則              | 船山基紀             |
| 1979年5月1日         | DR-6299              | B                    | エアポートふたたび…              | 有川正沙子                  | 住出勝則              | 大村雅朗             |
| 1979年11月21日       | DR-6377              | A                    | ウッドストックを超えて           | 稲垣達雄                    | 住出勝則              | 大村雅朗             |
| 1979年11月21日       | DR-6377              | B                    | 老画家の風景                     | 稲垣達雄                    | あさみあきお          | 大村雅朗             |
| 1980年3月21日        | DR-6400              | A                    | ほほえみ                         | あさみあきお                | あさみあきお          | 萩田光雄             |
| 1980年3月21日        | DR-6400              | B                    | EXIT                             | あさみあきお                | 住出勝則              | 萩田光雄             |
| ポリスター           |                      |                      |                                  |                             |                       |                      |
| 1981年8月25日        | 7P-26                | A                    | 蒼い影                           | あさみあきお                | 住出勝則              | 丸山恵市             |
| 1981年8月25日        | 7P-26                | B                    | いつまでも海は                   | 稲垣達雄                    | 住出勝則              | 戸塚修               |
| 1982年1月25日        | 7P-39                | A                    | 愛の終りに                       | あさみあきお                | 住出勝則              | 丸山恵市             |
| 1982年1月25日        | 7P-39                | B                    | ルージュの吸い殻                 | 稲垣達雄                    | 住出勝則              | 丸山恵市             |
| 1982年6月25日        | 7P-51                | A                    | 夏のV.T.R.                       | 小泉長一郎                  | 住出勝則              | 丸山恵市             |
| 1982年6月25日        | 7P-51                | B                    | GOOD NIGHT CITY                  | あさみあきお                | 住出勝則              | 丸山恵市             |
| 1983年9月25日        | 7P-84                | A                    | Julia（ジュリア）                | 戸沢暢美                    | Ted Mulry             | 国吉良一             |
| 1983年9月25日        | 7P-84                | B                    | 週末にメッセージ                 | 戸沢暢美                    | 住出勝則              | 国吉良一             |
| 堀内孝雄&ケインズ    |                      |                      |                                  |                             |                       |                      |
| 1984年4月21日        | 7P-94                | A                    | 逆光線（ソニアのテーマ）         | 山川啓介                    | 堀内孝雄              | 椎名和夫             |
| 1984年4月21日        | 7P-94                | B                    | 銀河の果てまで                   | 稲垣達雄                    | 住出勝則              | 椎名和夫             |
| 1984年10月25日       | 7P-108               | A                    | センチメンタルウインド～感傷風～ | 山川啓介                    | 堀内孝雄              | 石川鷹彦 椎名和夫    |
| 1984年10月25日       | 7P-108               | B                    | エイプリルレイン                 | 浅見昭男                    | 堀内孝雄              | 椎名和夫             |

### アルバム
| 発売日               | 規格                 | 規格品番             | アルバム |
| シグナル             | シグナル             | シグナル             | シグナル |
| ポリドール・レコード | ポリドール・レコード | ポリドール・レコード | ポリドール・レコード |
| -------------------- | -------------------- | -------------------- | --- |
| 1976年3月21日        | LP                   | MR-5075              | シグナル・ファーストアルバム 淋しがりやのあなたへ 1. ひとりぽっちの旅 2. 僕を愛せる時 3. 少女から 4. 淋しがりやのあなたへ 5. 別れ道 6. 想い出すてて 7. 20歳のめぐり逢い 8. 都会の夕暮れ 9. 若い時には 10. 置手紙 11. 過失−あやまち− 12. 瞳をとじて |
| 1976年11月21日       | LP                   | MR-3024              | あなたのページ 1. 夜行列車 2. 哀しみのプラットホーム 3. 散歩道 4. Mr. ウインク 5. 窓を開けても 6. 心のささやき 7. あなたのページ 8. 雨の日の面影 9. 初恋のように 10. 生きがい 11. 故郷 — あの頃 |
| 1978年3月21日        | LP                   | MR-3110              | DAY DREAM - SIGNALⅢ 1. 陽炎の街 2. 面影町想い出通り 3. 遠い空 4. 硝子の愛 5. 宿り木 6. さよなら MY LOVE 7. 黄昏のあらし 8. 雨の別れ 9. 哀しい女 10. ターミナル 11. Day Dream |
| 1979年4月1日         | LP                   | MR-3167              | トリプル マインド TRIPLE MIND 1. ハートブレイク・シーズン 2. 甘い沈黙 3. 協奏曲（コンチェルト） 4. 風になれたら 5. カリフォルニア・マインド 6. 雪のひとひら 7. 青春の痛み 8. 夢から醒めて 9. 愛に捧ぐ 10. エアポートふたたび… |
| 1979年11月21日       | LP                   | MR-3205              | フレンドシップ FRIEND SHIP 1. 何かが待ってる 2. 潮風の女 3. 老画家の風景 4. 少年 5. 孤独の勝利者 6. 歌を忘れた小鳥の様に 7. 沈黙時代 8. 君の笑顔 9. Shy 10. ウッドストックを超えて |
| 1980年5月1日         | LP                   | MR-3234              | SIGNAL 1. EXIT 2. CITY BOY 3. 新しい春 4. ほほえみ 5. 朝の光 6. 僕の唄をうたっておくれ 7. 束の間 8. MIDNIGHT BOURBON 9. 熱狂 10. 翼 |
| ポリスター           |                      |                      | |
| 1981年9月25日        | LP                   | 28P-14               | パッシング・シャワー Passing Shower 1. 紅の島 2. 蒼い影 3. Mrs. C.K. 4. ときどき どきどき 5. 街はアメリカン 6. SLOW DOWN 7. さよなら友達 8. 君は夜のままでいい 9. FREEWAY MUSIC 10. 君が夢を見始める頃 |
| 1994年11月26日       | CD                   | PSCR-5271            | パッシング・シャワー Passing Shower 1. 紅の島 2. 蒼い影 3. Mrs. C.K. 4. ときどき どきどき 5. 街はアメリカン 6. SLOW DOWN 7. さよなら友達 8. 君は夜のままでいい 9. FREEWAY MUSIC 10. 君が夢を見始める頃 |
| 1983年9月25日        | LP                   | 28P-62               | 75‐83 1. 20歳のめぐり逢い 2. B.G.Mはため息で 3. 沈黙時代 4. 雪のひとひら 5. 生きがい 6. 君が夢を見始める頃 7. エアポートふたたび・・・ 8. Julia 9. ときどきどきどき 10. ターミナル 11. 風になれたら 12. 愛の終りに 13. 蒼い影 14. 愛に捧ぐ |
| 1994年11月26日       | CD                   |                      | 75‐83 1. 20歳のめぐり逢い 2. B.G.Mはため息で 3. 沈黙時代 4. 雪のひとひら 5. 生きがい 6. 君が夢を見始める頃 7. エアポートふたたび・・・ 8. Julia 9. ときどきどきどき 10. ターミナル 11. 風になれたら 12. 愛の終りに 13. 蒼い影 14. 愛に捧ぐ |
| 1985年10月25日       | LP                   | R28C-1004            | LAST FILE～シグナル全曲集～ 1. 夏のV.T.R.（4:06） 2. Girl（5:02） 3. アルファベッド（4:20） 4. 朝の光（3:53） 5. Mid Love（4:15） 6. Dのバラード（4:31） 7. 20歳のめぐり逢い（3:56） 8. 黄昏のあらし（3:13） 9. B.G.Mはため息で（3:38） 10. 週末にメッセージ（4:23） 11. GOOD NIGHT CITY（4:10） 12. 愛の終わりに（3:10） 13. ウッドストックを超えて（4:32） 14. 蒼い影（3:56） 15. 生きがい（4:57） |
| 1985年10月25日       | CD                   | H33C-20004           | LAST FILE～シグナル全曲集～ 1. 夏のV.T.R.（4:06） 2. Girl（5:02） 3. アルファベッド（4:20） 4. 朝の光（3:53） 5. Mid Love（4:15） 6. Dのバラード（4:31） 7. 20歳のめぐり逢い（3:56） 8. 黄昏のあらし（3:13） 9. B.G.Mはため息で（3:38） 10. 週末にメッセージ（4:23） 11. GOOD NIGHT CITY（4:10） 12. 愛の終わりに（3:10） 13. ウッドストックを超えて（4:32） 14. 蒼い影（3:56） 15. 生きがい（4:57） |
| 2012年5月23日        | 配信                 |                      | LAST FILE～シグナル全曲集～ 1. 夏のV.T.R.（4:06） 2. Girl（5:02） 3. アルファベッド（4:20） 4. 朝の光（3:53） 5. Mid Love（4:15） 6. Dのバラード（4:31） 7. 20歳のめぐり逢い（3:56） 8. 黄昏のあらし（3:13） 9. B.G.Mはため息で（3:38） 10. 週末にメッセージ（4:23） 11. GOOD NIGHT CITY（4:10） 12. 愛の終わりに（3:10） 13. ウッドストックを超えて（4:32） 14. 蒼い影（3:56） 15. 生きがい（4:57） |
| 1990年7月25日        | CD                   | PSCC-1010            | シグナル ベスト・オブ・ベスト 20歳のめぐり逢い 1. 20歳のめぐり逢い 2. B.G.Mはため息で 3. 沈黙時代 4. 雪のひとひら 5. 君が夢を見始める頃 6. エアポートふたたび… 7. 夏のV.T.R 8. 街はアメリカン 9. Shy 10. 甘い沈黙 11. 黄昏のあらし 12. FREE WAY MUSIC 13. 蒼い影 14. SLOW DOWN 15. ターミナル 16. 風になれたら 17. Dのバラード 18. ウッドストックを超えて                                            |
| 1993年4月15日        | CD                   | PSCR-5112            | シグナル ベスト・オブ・ベスト 20歳のめぐり逢い 1. 20歳のめぐり逢い 2. B.G.Mはため息で 3. 沈黙時代 4. 雪のひとひら 5. 君が夢を見始める頃 6. エアポートふたたび… 7. 夏のV.T.R 8. 街はアメリカン 9. Shy 10. 甘い沈黙 11. 黄昏のあらし 12. FREE WAY MUSIC 13. 蒼い影 14. SLOW DOWN 15. ターミナル 16. 風になれたら 17. Dのバラード 18. ウッドストックを超えて                                            |
| 2009年7月22日        | CD                   | PSCR-9241            | シグナル ベスト・オブ・ベスト 20歳のめぐり逢い 1. 20歳のめぐり逢い 2. B.G.Mはため息で 3. 沈黙時代 4. 雪のひとひら 5. 君が夢を見始める頃 6. エアポートふたたび… 7. 夏のV.T.R 8. 街はアメリカン 9. Shy 10. 甘い沈黙 11. 黄昏のあらし 12. FREE WAY MUSIC 13. 蒼い影 14. SLOW DOWN 15. ターミナル 16. 風になれたら 17. Dのバラード 18. ウッドストックを超えて                                            |
| 堀内孝雄&ケインズ    |                      |                      | |
| 1984年5月1日         | LP                   | 28P-72               | オン・ザ・セイム・ロード On The Same Road 1. エイプリル レイン 2. 悲しみのとなり 3. 愛のハーモニー 4. フェリーボート 5. はるかな風に 6. 逆光線 7. 銀河の果てまで 8. 美しさはエナジー 9. 唇まであと少し 10. ON THE SAME ROAD 11. 君と光と影と(WHEN I WAS YOUNG) |
| 1986年5月25日        | CD                   | H33C-20010           | オン・ザ・セイム・ロード On The Same Road 1. エイプリル レイン 2. 悲しみのとなり 3. 愛のハーモニー 4. フェリーボート 5. はるかな風に 6. 逆光線 7. 銀河の果てまで 8. 美しさはエナジー 9. 唇まであと少し 10. ON THE SAME ROAD 11. 君と光と影と(WHEN I WAS YOUNG) |
| 1990年9月25日        | CD                   | PSCC-1018            | オン・ザ・セイム・ロード On The Same Road 1. エイプリル レイン 2. 悲しみのとなり 3. 愛のハーモニー 4. フェリーボート 5. はるかな風に 6. 逆光線 7. 銀河の果てまで 8. 美しさはエナジー 9. 唇まであと少し 10. ON THE SAME ROAD 11. 君と光と影と(WHEN I WAS YOUNG) |